# Cyprien Richard
 (décembre 2012).
Si vous disposez d'ouvrages ou d'articles de référence ou si vous connaissez des sites web de qualité traitant du thème abordé ici, merci de compléter l'article en donnant les références utiles à sa vérifiabilité et en les liant à la section « Notes et références ».
Pour les articles homonymes, voir Richard.
Cyprien Richard, né le 27 janvier 1979 à Thonon-les-Bains, est un skieur alpin français qui a commencé sa carrière en 1994. Après une première partie de carrière marquée par de graves blessures, il devient l'un des meilleurs géantistes après ses 28 ans. Au cours de sa carrière, il a notamment été vice-champion du monde de slalom géant ainsi que champion du monde de l'épreuve par équipe en 2011 à Garmisch-Partenkirchen. En Coupe du monde, il est monté à quatre reprises sur un podium dont une victoire à Adelboden en 2011 partagée avec Aksel Lund Svindal.

## Biographie

### Ses premières années
Né à Thonon-les-Bains en Haute-Savoie, Cyprien Richard grandit à Morzine Avoriaz. Il monte très tôt sur des skis entouré de son père Bruno guide de haute-montagne et moniteur de ski, et de sa mère Lucie gérante d'une crêperie. Sa sœur, Hélène, a été une skieuse alpin de haut-niveau avec pour meilleur résultat une 5e place en slalom à Sestrières en 1999. Sa compagne, Laurence Lazier, a été également skieuse alpine avec pour meilleur résultat une 11e place en slalom géant à Aare en 2003, et mère de son enfant nommé Marcel né le 25 octobre 2012. Cyprien Richard est licencié aux Douanes et au ski-club de Morzine Avoriaz.

### Des débuts marqués par de graves blessures
Cyprien Richard est originaire de Morzine. Il intègre le groupe France à partir de 1998 afin de disputer les Coupes d'Europe (antichambre de la Coupe du monde). Trop souvent freiné dans sa progression vers le haut niveau par de graves blessures. Il dispute sa première épreuve de Coupe du monde à domicile lors du géant de Val d'Isère en décembre 2002 à l'issue duquel il se blesse au genou mettant ainsi fin à sa saison. S'ensuit des années de galère dans lesquelles s'enchainent méformes, blessures (il n'a couru aucune course de 2004 à 2006) et retours compliqués.
Après une année sans blessure lui ayant permis de retrouver une place régulière en Coupe d'Europe, il réussit lors de la saison 2006-2007 ses premiers fait d'armes lui permettant d'obtenir une 3e place du classement de la Coupe d'Europe 2007 en géant qui lui offre de fait une place nominative pour la saison suivante en Coupe du monde. Il termine cette saison fructueuse en surprenant quelques-uns des meilleurs spécialistes français du géant en prenant la 3e place des championnats de France à Val Cenis derrière Thomas Fanara et Steve Missillier.

### Arrivée en Coupe du monde
En 2007-2008, pour sa première véritable saison complète en Coupe du monde, le skieur de Morzine enchaine les bonnes performances en géant. Régulièrement qualifié dans les secondes manches en début de saison (24e à Beaver Creek, 20e à Bad Kleinkirchheim) malgré de gros dossards, son style offensive surprend les spécialistes habitués à voir les gros dossards skier sur la retenue afin de marquer de précieux points. Cyprien Richard explique son comportement agressif en course par le fait de son âge. En effet maintenant âgé de 28ans il n'a plus de temps à perdre.
Il intègre rapidement les trente meilleurs géantistes après une 12e place au géant d'Alta Badia. Le Français continue sa saison sur d'excellentes bases (22e à Adelboden, 14e à Whistler) signant son premier top 10 à Kranjska Gora avec une 9e place). Aisément qualifié pour les finales de la saison à Bormio, il réalise deux manches pleines et termine sur le podium derrière Ted Ligety et Benjamin Raich. Il termine sa première saison au 11e rang du classement de la spécialité et conclut en beauté avec un titre de champion de France de slalom géant à Auron devant Sébastien Pichot et Jean-Baptiste Grange.

### Membre du top 15 mondial en géant
En 2008-2009, Cyprien Richard est maintenant bien intégré. Membre du top 15 des meilleurs géantistes, il effectue une saison correcte en Coupe du monde bien que marquée par des hauts (13e à Alta Badia, 5e à Adelboden, 12e à Sestriere, 14e à Kranjska Gora) et des bas (début de saison compliqué et abandon lors des finales). Il finit au 15e rang du classement du géant. Il dispute aussi les Championnats du monde 2009 à domicile sur les neiges de Val d'Isère où qualifié en géant il ne parvient pas à dompter la face de Bellevarde ne finissant pas la première manche.
En 2009-2010, après un début de saison mitigé (10e à Sölden, 14e à Beaver Creek et 24e à Val d'Isère), il prend la pleine mesure de son ski sur les géants suivants avec notamment son second podium en Coupe du monde sur la Gran Risa d'Alta Badia qu'il termine à la 3e place derrière les Italiens Massimiliano Blardone et Davide Simoncelli. podium acquis malgré une grosse faute d'intérieur sur le mur final alors qu'il était parti sur des bases impressionnantes. Il confirme lors des deux géants suivants disputés à Kranjska Gora (6e et 9e). Cet excellent mois de janvier lui permet d'aborder le géant des Jeux olympiques d'hiver de 2010 disputés sur la piste de Whistler en position d'outsider. 7e à l'issue de la première manche à seulement six dixièmes de seconde du podium, le Français craque en seconde déséquilibré par une porte prise de façon trop directe et ne finit pas la manche. il conclut sa saison sur une sortie de piste lors des finales à Garmisch-Partenkirchen qui le voit finir au 11e rang du classement du géant.

### Vice-champion du monde de géant en 2011
C'est lors de la saison 2010-2011 que Cyprien Richard obtient une renommée internationale majeure : après un début de saison de qualité (vainqueur de la première manche du géant inaugural de Sölden avant l'annulation de l'épreuve à cause des conditions météorologiques, 6e à Beaver Creek et 12e à Val d'Isère). C'est en pleine confiance qu'il aborde le géant d'Alta Badia où en tête après la première manche et parti sur les bases de sa première victoire il heurte une porte sur le final et termine 2e à seulement 13 centièmes de seconde de Ted Ligety, ce dernier reconnaissant après course que Cyprien était bel et bien le meilleur ce jour-là. La déception du skieur de Morzine est un peu gommée par la présence de son ami et compatriote Thomas Fanara 3e sur le podium. Trois semaines plus tard, il remporte au terme d'une grosse remontée (21e après la première manche) la première victoire de sa carrière lors du Géant d'Adelboden en finissant dans le même temps qu'Aksel Lund Svindal. Ses grandes performances lors des deux plus beaux géants de la saison lui font aborder les Championnats du monde 2011 à Garmisch-Partenkirchen parmi les principaux favoris du géant. Il entame sa compétition le 16 février 2011 en devenant champion du monde par équipe (avec Thomas Fanara, Tessa Worley, Taïna Barioz, Anémone Marmottan et Gauthier de Tessières). Deux jours plus tard lors du géant, il devient vice-champion du monde (médaillé d'argent), en remontant cinq places en seconde manche pour terminer à seulement huit centièmes de seconde derrière Ted Ligety. Par la suite 4e sur le géant de Kranjska Gora, il termine la saison au 3e rang du classement du géant et conclut cette riche saison par une seconde place aux championnats de France au Mont-Dore derrière Gauthier de Tessières.

### En retrait depuis la saison 2011-2012

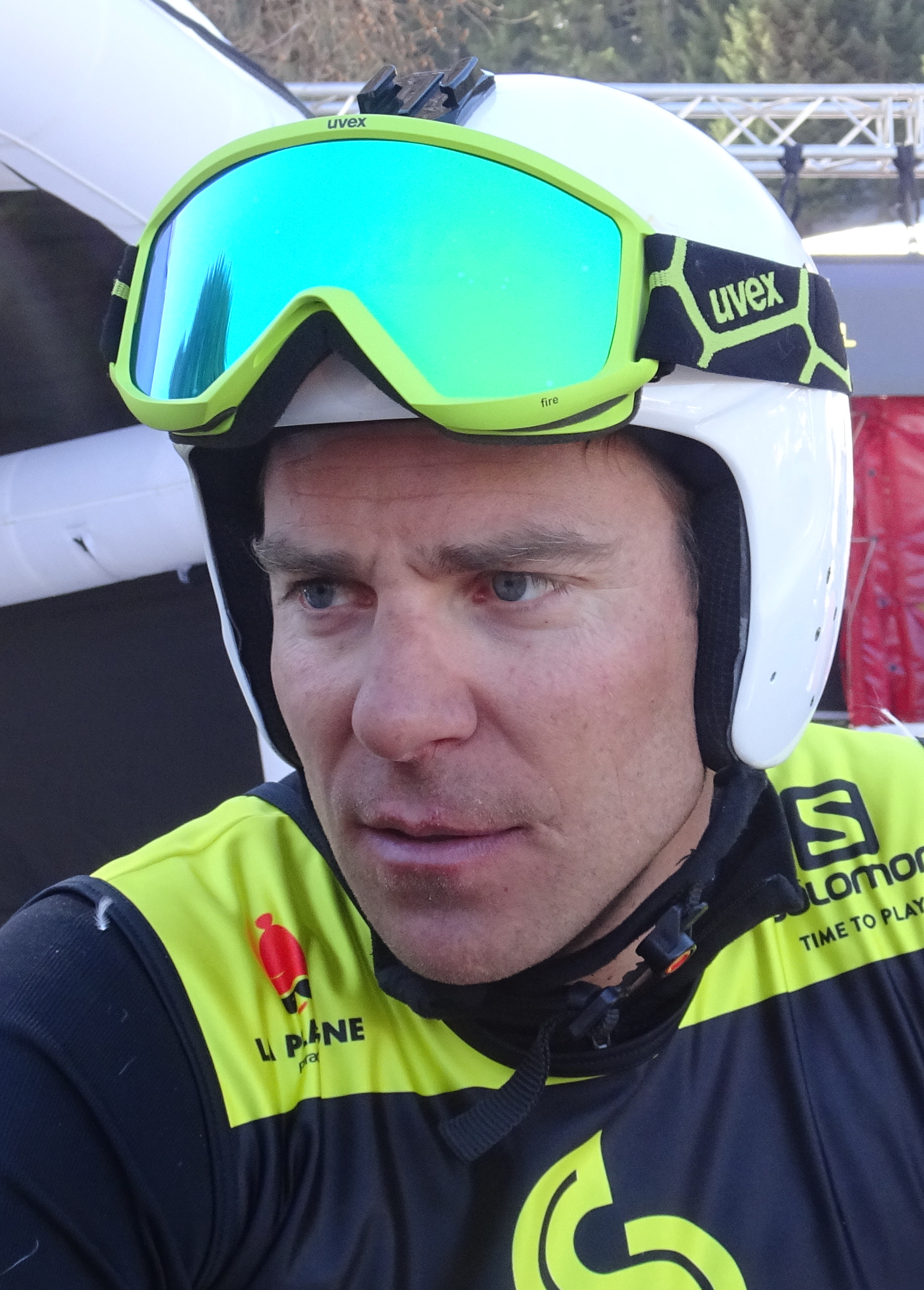
en mars 2019 au Super Slalom de La Plagne

La saison 2011-2012 voit une légère baisse dans les performances de Cyprien Richard. En effet moins fort physiquement, le Français, âgé de 32 ans, ne parvient plus à mettre autant d'intensité dans son ski. Cela ne l'empêche pas pour autant de réussir de belles courses (notamment 6e et 8e lors des géants de Beaver Creek, 10e à Alta Badia, 5e à Adelboden, 10e à Kranjska Gora) mais le contraste est très net entre ses performances de la saison précédente et celles de cette saison. Il finit 8e du classement du géant et conclut sa saison par une belle 3e place au géant des Championnats de France derrière la nouvelle star du ski français Alexis Pinturault et le solide bornandin Thomas Mermillod-Blondin.
Le début de saison 2012-2013 est relativement décevant (abandon à Sölden, 11e à Beaver Creek, 21e à Val d'Isère et 14e à Alta Badia) pour un Cyprien Richard qui éprouve beaucoup de difficultés à finir ses manches.
Non retenu pour les Jeux olympiques d'hiver de 2014 à Sotchi, Richard participe pendant ces Jeux à une course de Coupe d'Europe en Bulgarie. Victime d'une chute, celle-ci entraîne une rupture du ligament croisé de son genou gauche avec une atteinte méniscale, nécessitant un arrêt de toute compétition et une opération chirurgicale.
Il met un terme à sa carrière au terme de la saison 2015-2016.

## Palmarès

### Jeux olympiques
| Épreuve / Édition | Descente | Super G | Slalom géant | Slalom | Combiné |
| JO 2010 Vancouver | —        | —       | Abandon      | —      | —       |

Légende :
- — : Cyprien Richard n'a pas participé à cette épreuve

### Championnats du monde
| Épreuve / Édition         | Descente | Super G | Slalom géant | Slalom | Combiné | Par équipes |
| Mondiaux 2009 Val d'Isère | —        | —       | 9e           | —      | —       | —           |
| Mondiaux 2011 Garmisch    | —        | —       | Argent       | —      | —       | Or          |
| Mondiaux 2013 Schladming  | —        | —       | 19e          | —      | —       | —           |

Légende :
- : première place, médaille d'or
- : deuxième place, médaille d'argent
- — : Cyprien Richard n'a pas participé à cette épreuve

### Coupe du monde
- Meilleur classement général : 26e en 2011.
- 4 podiums, dont 1 victoire (tous en slalom géant).

#### Classements détaillés
| Saison / Épreuve | Saison / Épreuve | Général | Général | Descente | Descente | Slalom | Slalom | Slalom géant | Slalom géant | Super G | Super G | Combiné | Combiné |
| ---------------- | ---------------- | ------- | ------- | -------- | -------- | ------ | ------ | ------------ | ------------ | ------- | ------- | ------- | ------- |
| Saison / Épreuve | Saison / Épreuve | Class.  | Points  | Class.   | Points   | Class. | Points | Class.       | Points       | Class.  | Points  | Class.  | Points  |
| 2008             | 2008             | 54e     | 156     | -        | -        | -      | -      | 11e          | 156          | -       | -       | -       | -       |
| 2009             | 2009             | 57e     | 136     | -        | -        | -      | -      | 15e          | 136          | -       | -       | -       | -       |
| 2010             | 2010             | 45e     | 180     | -        | -        | -      | -      | 11e          | 180          | -       | -       | -       | -       |
| 2011             | 2011             | 26e     | 303     | -        | -        | -      | -      | 3e           | 303          | -       | -       | -       | -       |
| 2012             | 2012             | 42e     | 216     | -        | -        | -      | -      | 8e           | 216          | -       | -       | -       | -       |
| 2013             | 2013             | 71e     | 88      | -        | -        | -      | -      | 23e          | 88           | -       | -       | -       | -       |
| 2014             | 2014             | 63e     | 92      | -        | -        | -      | -      | 24e          | 92           | -       | -       | -       | -       |
| 2015             | 2015             | 116e    | 21      | -        | -        | -      | -      | 32e          | 21           | -       | -       | -       | -       |
| 2016             | 2016             | 91e     | 68      | -        | -        | -      | -      | 33e          | 68           | -       | -       | -       | -       |

#### Détail des victoires
| Saison / Épreuve | Slalom géant | Total |
| 2011             | Adelboden    | 1     |

### Coupe d'Europe
- 8 podiums, dont 4 victoires.

### Coupe nord-américaine
- 1 victoire.

### Championnats de France
- Champion de France de slalom géant en 2008.
- Vice-champion de France de slalom géant en 2010 et 2011.
- 3e aux championnats de France de slalom géant en 2007, 2012 et 2015.